# Shimelis Bekele
Shimelis Bekele (en amárico: ሽመልስ በቀለ; Awassa, Etiopía, 2 de enero de 1990) es un futbolista de Etiopía que juega en la posición de centrocampista y que milita en ENPPI Club de la Primera División de Egipto.

## Carrera

### Club
| Periodo   | Club                |
| --------- | ------------------- |
| 2010–2011 | Awassa City         |
| 2011–2013 | Saint-George SA     |
| 2013–2014 | Al-Ittihad Tripoli  |
| 2014      | Al-Merrikh SC       |
| 2014–2019 | Petrojet FC         |
| 2019–2021 | Misr Lel-Makkasa SC |
| 2021–     | El Gouna FC         |

### Selección nacional
Debutó con Etiopía en 2010 y en ese mismo año anotó su primer gol con la selección en la derrota por 1-2 ante Uganda en Tanzania por la Copa CECAFA 2010. Participó con Etiopía en la Copa Africana de Naciones de 2013 y 2021.
Actualmente es el jugador con más partidos con la selección nacional.

## Logros
- Copa de Sudán: 1

2014